# Coaraze
Coaraze település Franciaországban, Alpes-Maritimes megyében. Lakosainak száma 822 fő (2022. január 1.). Coaraze Bendejun, Berre-les-Alpes, Contes, Duranus, Levens és Lucéram községekkel határos.

## Népesség
A település népességének változása:
| Lakosok száma | 513  | 463  | 540  | 712  | 807  | 843  | 831  | 822  | 821  | 822  |
|               | 1968 | 1982 | 1990 | 2006 | 2013 | 2015 | 2017 | 2019 | 2020 | 2022 |